# Нгуен Ван Нён, Пётр
Пётр Нгуен Ван Нён (вьет. Phêrô Nguyễn Văn Nhơn; 1 апреля 1938, Далат, Французский Индокитай) — вьетнамский кардинал. Коадъютор епископа Далата с 11 октября 1991 по 23 марта 1994. Епископ Далата с 23 марта 1994 по 22 апреля 2010. Коадъютор архиепископа Ханоя с 22 апреля 2010 по 13 мая 2010. Архиепископ Ханоя с 13 мая 2010 по 17 ноября 2018. Кардинал-священник с титулом церкви Сан-Томмазо-Апостоло с 14 февраля 2015.